# Цизар, Франц
Франц Цизар (нем. Franz Cisar; 28 ноября 1908, Вена — август 1943, Восточный фронт) — австрийский футболист чехословацкого происхождения, нападающий, защитник. Участник Второй мировой войны, обер-ефрейтор.

## Биография
Свою карьеру Цезар начал в клубе второго австрийского дивизиона «Герте», уже в 1927 году клуб поднимается в высший австрийский дивизион и в первом же сезоне занимает 6 место, а Сезар, игравший на позиции крайнего нападающего, лучшим снайпером клуба с 16-ю мячами.
В 1929 году Цезар перешёл к одному из грандов австрийского футбола — «Винеру». С «Винером» Цизар выиграл в 1931 году Кубок Австрии, который проходил в виде группового турнира, и его клуб лишь на одно очко опередил венскую «Аустрию», благодаря этой победе «Винер» смог участвовать в Кубке Митропы, где неожиданно достиг финала, в котором проиграл с общим счетом 3:5 другому австрийскому клубу «Фёрсту». В полуфинале того турнира Цизар забил один из мячей в ворота пражской «Спарты». В 1932 году «Винер» с Цезаром в составе вновь достиг финала Кубка Австрии, но там был «разбит» венской «Адмирой» со счётом 1:6.
В 1935 году Цизар покинул «Винер» и уехал за границу. Сначала в Чехословакию, где провёл сезон в «Моравске», затем во Францию, где выступал за клуб «Мец» и потом вновь в Чехословакию, где завершил карьеру в клубе «Простеёв» из одноименного города.
В составе сборной Австрии Цизар провел 9 матчей. Его дебют состоялся 1 октября 1933 года в игре со сборной Венгрии, которая завершилась со счётом 2:2. Несмотря на то, что в клубах Цизар играл, по большей части, на позиции крайнего форварда, в сборной его использовали как игрока обороны. В этом качестве Цизар играл и на чемпионате мира 1934 года, где Австрия достигла финала. Полуфинал чемпионата стал последним матчем Цизара в составе национальной сборной команды.
Франц Цизар служил обер-ефрейтером в танковом полку вермахта и погиб в бою в августе 1943 года на Восточном фронте. Его военные награды включали медаль за Восточную кампанию, знак за ранение III степени, знак штурмовика пехоты I степени и знак водителя в бронзе.

## Достижения
- Обладатель Кубка Австрии: 1931
- Победитель Второй венской лиги: 1927
- Финалист Кубка Митропы: 1931